# لیکوی گلوبرفی
لیکوی گلوبرفی (نام علمی: Stachyris oglei) گونه‌ای از پرندگان خانواده لیکویان جهان قدیم است که در کوه‌های شمال شرق هند، یعنی شمال شرقی آسام و جنوب شرقی آروناچال پرادش یافت می‌شود.
زیستگاه‌های طبیعی آن جنگل‌های جلگه‌ای نمناک نیمه گرمسیری یا گرمسیری و بوته‌زارهای مرطوب نیمه‌گرمسیری یا گرمسیری است. نابودی زیستگاه آن را تهدید می‌کند.